# Вільгельм Зеєгорш
Вільгельм Зеєгорш (?, м. Карлові Вари, нині Чехія — ?) — австро-угорський та український військовий діяч, отаман УГА.

## Життєпис
Народився у місті Карлові Вари (нині Чехія). За національністю німець.
Під час Першої світової війни служив у штабі 8-го полку польових гаубиць австро-угорської армії, нагороджений Срібною офіцерською медаллю за мужність I ступеня.
З другої половини 1919 р. служить в УГА, начальник штабу Першого корпусу УГА. 6 лютого 1920 р. очолив разом із генералом Сокирою-Яхонтовим так званий «Галицький штаб Одеси» — реальну владу міста після відходу з міста білогвардійців. Навесні 1920 р. був заарештований Одеською ЧК, згодом звільнений.
Переїхав до Польщі, співпрацював з генералом Юрієм Тютюнником. У 1920—1921 за дорученням Партизансько-повстанського штабу ДЦ УНР нелегально відвідав Херсонщину для організації антибільшовицького підпілля серед німецьких колоністів.
Через певний час переїхав до Чехословаччини, проживав в Ужгороді та співпрацював з еміграційним урядом ЗУНР.